# Mistrovství Evropy v zápasu ve volném stylu 1989
Mistrovství Evropy v zápasu ve volném stylu mužů proběhl v Ankaře (Turecko).

## Muži
| Kategorie | Zlato             | Stříbro                    | Bronz              |
| --------- | ----------------- | -------------------------- | ------------------ |
| 48 kg     | Gnel Medzhlumian  | llyas Şükrüoğlu            | Reiner Heugabel    |
| 52 kg     | Valentin Jordanov | Mijail Kushnir             | Aslan Seyhanlı     |
| 57 kg     | Ahmet Ak          | Kamaludin Abduldaikov      | Jürgen Scheibe     |
| 62 kg     | Alben Kumbarov    | Karsten Polky              | Giovanni Schillaci |
| 68 kg     | Nikolai Kasabov   | Georg Schwabenland         | Yüksel Dincer      |
| 74 kg     | Nazyr Gadžichanov | Valentin Želev             | Fevzi Şeker        |
| 82 kg     | nebyla udělena    | Necmi Gençalp Jozef Lohyňa | Elmad Džabrajilov  |
| 90 kg     | Vagab Kazibekov   | Mehmet Türkkaya            | Dimitri Markov     |
| 100 kg    | Aravat Sabejev    | Hayri Sezgin               | Stoyan Nenchev     |
| 130 kg    | Aslan Jadartsev   | Ayhan Taşkın               | Kiril Barbutov     |